# Concerto per pianoforte e orchestra n. 15 (Mozart)
Il Concerto per pianoforte e orchestra n. 15 (K450) è un'opera di Mozart del 1784 che ha avuto la prima assoluta a Vienna il 15 marzo 1784 con il compositore al pianoforte e replicata il 24 marzo successivo.

## Orchestrazione
Il concerto in Si bemolle maggiore è scritto per un'orchestra di:
- Flauto
- 2 oboi
- 2 fagotti
- 2 corni
- pianoforte
- archi (nell'originale bassi e violoncelli uniti in unico rigo)

## Composizione
Il concerto fu scritto nel marzo del 1784. Nonostante la chiarezza formale e la ricorrenza ad un'orchestra di piccole dimensioni, questo concerto è tra i più difficili del Maestro.
Mozart stesso era del parere di avere composto una pagina di ardua esecuzione, come scrisse al padre in questa lettera, riferendosi al k.450, al k. 451 e al k.449:
«... con questi concerti mi sono conquistato grande credito, tra cui il successo più grande è stato il concerto che ho dato in teatro; Ho composto due grandi concerti (k. 450/451)[...] che hanno suscitato un grandissimo applauso. Io stesso li considero i lavori migliori che abbia mai composto. Quello in si bemolle è più difficile[...]»

## Struttura

### Allegro
Il primo movimento è un'ampia pagina che segue con rigore la struttura classica formale; inizia con i fiati in note doppie, sostenute dai bassi con funzione di continuo, ma l'entrata degli archi porta la sezione in un ampio e vitale passaggio, di scrittura palesemente mozartiana.
L'entrata del pianoforte non è subito sul prima tema, bensì su una sezione virtuosistica a carattere introduttivo, seguita poi dai passaggi in terze che erano stati riservati ai fiati all'inizio del concerto.
Il movimento porta, dopo l'ampio dialogo tra pianoforte e orchestra, alla prima cadenza, della quale l'originale, (Mozart era solito improvvisarla), non è pervenuto.
Il tutto si conclude con un forte a piena orchestra, pianoforte escluso.

### Andante
L'andante pone l'ascoltatore in una sezione di calma e di tranquillità; è l'orchestra ad attaccare il movimento, ma è subito seguita dal pianoforte in una serie di splendide variazioni su un tema in 3/8.

### Allegro
Il finale è scritto sotto la forma di un vivace rondò in tempo composto, tecnicamente di esecuzione ardua. Per la sua coloritura vivace e per il tema principale è stato definito "della caccia".

## Durata
Circa venticinque minuti.